# Farizeji
Farizeji so bili judovska versko politična skupina, ki je delovala v starem Izraelu od 2. stoletja pr. n. št. do konca 1. stoletja n. št. 
Znana pripadnika te skupine sta bila rabina Hilel in Šamaj, ustanovitelja dveh znanih judovskih šol Postave. Farizej je bil tudi judovski zgodovinar Jožef Flavij. Tudi apostol Pavel je bil v začetku farizej, potem pa se je spreobrnil in postal kristjan.
Izraz farizeji izvira iz hebrejske besede פרושים‎ [perušim], ki pomeni ločeni. Farizeji so bili ločeni od posvetnega in usmerjeni v versko življenje, vendar to še zdaleč ni bila tako korenita ločitev kot pri esenih - asketski verski skupnosti iz tistega časa. Farizeji so živeli kot navadni ljudje, le da so dajali več poudarka na poznavanju Svetega Pisma in upoštevanju Postave. Sodelovali so tudi v judovskem velikem zboru (sinhedriju). 
V času makabejske vstaje (okoli 160-130 pr. n. št.) je med Judi obstajalo gibanje pobožnih ali hasidov (hebrejsko: חסידים‎ [hasidim]), ki se je pozneje razvilo v dva glavna tokova: farizeje in esene. Poimenovanje »farizeji« so začeli uporabljati ob koncu drugega stoletja pr. n. št.
Farizeji so kmalu postali opozicija vladajoči hasmonejski dinastiji. Po smrti kraljice Salome Aleksandre, ki jim je bila naklonjena, je izbruhnila državljanska vojna med pripadniki njenih dveh sinov, ki sta se oba potegovala za nasledstvo. V tej vojni je eskaliral tudi spor med farizeji in saduceji. Vojna se je končala z rimsko zasedbo Judeje leta 63 pr. n. št. in z izgubo prave samostojnosti. Poznejši judovski vladarji so bili samo formalno suvereni.
V času rimske zasedbe so farizeji sicer nasprotovali Rimljanom, vendar se niso resneje vmešavali v politiko. Po navedbah Jožefa Flavija je bilo farizejev v tem času okoli 6000. Njihova glavna usmeritev je bila nasprotovanje Rimljanom v verskem smislu: poznavanje judovske Postave, knjig in izročil ter dosledno izpolnjevanje zapovedi. Ker so priznavali tudi ustno izročilo, so (za razliko od saducejev) verjeli v angele, v poslednjo sodbo in v telesno vstajenje.
Farizeji so bili sicer nekoliko nagnjeni k vzvišenosti nad navadnimi neukimi ljudmi, a kljub temu so bili zaradi svoje učenosti in vernosti med ljudmi precej bolj priljubljeni kot saduceji. Po uničenju jeruzalemskega templja leta 70 n. št.  je stranka saducejev propadla ravno zaradi nepriljubljenosti, farizeji pa so dali takrat judovski veri novo podobo in prevzeli vodilno vlogo v verskem življenju. Takrat je tudi beseda farizeji - ločeni izgubila svoj osnovni pomen in so jo nehali uporabljati.
V Novi zavezi so farizeji večkrat opisani kot hinavci, ki sicer dosledno izpolnjujejo zapovedi, vendar pa nimajo prave ljubezni do sočloveka (glej npr.: Mt 23,1-36). Sveti Pavel je bil farizej, ki se je pozneje spreobrnil v krščanstvo in je v svojih delih večkrat poudaril, da je pomembnejša ljubezen do Boga in sočloveka kot pa zgolj izpolnjevanje zapovedi.